# John Hawcridge
John Hawcridge (ur. 28 września 1863 w Macclesfield, zm. 1 stycznia 1905 w San Francisco) – angielski rugbysta, reprezentant kraju.
W Home Nations Championship 1885 rozegrał dwa spotkania dla angielskiej reprezentacji zdobywając dwa przyłożenia, które wówczas nie miały jednak wartości punktowej.